# Kew Gardens (stanice metra v Londýně)
Kew Gardens je stanice metra v Londýně, otevřená 1. ledna 1869. Je pojmenována podle Královských botanických zahrad v Kew. Dříve zde jezdila linka Metropolitan Line a Hammersmith & City Line. Autobusové spojení zajišťuje linka 391. U stanice stojí Footbridge Françoise Hennebiquea. Stanice se nachází v přepravní zóně 3 a 4 a leží na lince:
- District Line mezi stanicemi Richmond a Gunnersbury.
- Overground

| Rok  | Počet cestujících |
| ---- | ----------------- |
| 2011 | 3,13 mil          |
| 2012 | 3,24 mil          |
| 2013 | 3,52 mil          |
| 2014 | 3,56 mil          |